# SAFRAR
Peugeot SAFRAR (Sociedad de Automóviles Franco Argentinos) fue la filial del fabricante de automóviles francés Peugeot en Argentina. 
Fundada a partir de la entrada en vigencia del régimen de promoción automotor a comienzos de la década de 1960, fabricó localmente los Peugeot 403, 404 y 504.
En 1980 se fusionó con Fiat Concord para crear Sevel Argentina.

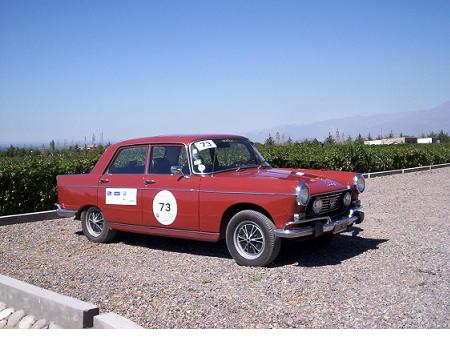
Peugeot 404 GP

## Historia
- 1956: Se funda IAFA (Industriales Argentinos Fabricantes de Automóviles), y se comienza a importar el Peugeot 403.
- 1960: Con la inauguración de la planta de Berazategui, comienza la producción local del 403.
- 1962: Se lanza el Peugeot 404.
- 1964: IAFA pasa a denominarse Peugeot SAFRAR.
Se lanza la pickup T4B, derivada del Peugeot 403 ya discontinuado en 1965.
- 1969: Se lanza al mercado el Peugeot 504.
- 1970: Aparece la versión deportiva "Grand Prix/Le Mans" del 404.
- 1973: Se lanza la Peugeot 404 pickup.
- 1977: Aparecen las versiones GLD (diésel) y la deportiva TN (Turismo Nacional) del 504.
- 1980: Peugeot SAFRAR se fusiona con Fiat Concord para crear Sevel Argentina.